# Almaty Arena
Die Almaty Arena (kasachisch und russisch Алматы Арена) ist ein Mehrzweckhallen-Komplex in der kasachischen Stadt Almaty. Er wurde anlässlich der Ausrichtung der Winter-Universiade 2017 erbaut. Der Komplex umfasst drei Hallen. Es gibt einen Eispalast mit einer Kapazität von 12.000 Zuschauern, eine Eisarena mit einer Kapazität von 3000 Zuschauern und eine Schwimmhalle.

## Geschichte
Nachdem Almaty 2011 den Zuschlag für die Ausrichtung der Winter-Universiade 2017 erhalten hatte, musste die Stadt eine Eishalle mit einer Kapazität von mindestens 12.000 Zuschauern errichten lassen, um den Standards der Internationalen Eishockey-Föderation (IIHF) zu entsprechen. Im März 2014 kündigte Bürgermeister Achmetschan Jessimow den Bau einer neuen Mehrzweckhalle im Nordwesten der Stadt im Stadtbezirk Alatau an. Am 11. Juli 2014 begannen die Bauarbeiten. Am 18. September 2016 wurde die Almaty Arena eröffnet.
Im Rahmen der Winter-Universiade 2017 fanden in der Arena sowohl die Eröffnungs- als auch die Abschlussfeier statt. Sportliche Wettbewerbe, die in der Arena ausgetragen wurden, waren Curling und Eiskunstlauf. Ende April 2019 war der Eispalast Austragungsort des Final Four der UEFA-Futsal-Champions League 2018/19. Die Mannschaft vom Sporting CP gewann das Endspiel mit 2:1 gegen Qairat Almaty.
Ab 2024 findet auf dem Gelände der Arena das größte Tennisturnier des Landes statt.